# عمرو بن خالد
عمرو بن خالد بن أسماء بن خالد الأزدي البارقي (نحو 1 ق هـ - 61 هـ / 620م - 680م): تابعي، شاعر، من وجوه الأزد في الكوفة. وهو حفيد الصحابي أسماء بن خالد، وابن عم الشاعر المشهور سراقة البارقي، وهو الذي عناه سراقة بقوله:«أَبَت عَينُ ابنِ عَمِّكَ أَن تَنَامَا، بِجِنبِ الطَّفَِّ وَاحتَمَّ احتِمامَا».قتل هو وأبنه خالد بن عمرو مع الحسين بن علي في واقعة الطف يوم عاشوراء سنة 61 هـ،وقال أحمد بن أعثم في كتابه الفتوح: «برز عمرو بن خالد الأزدي وهو يقول:...الصبر أحظي لك بالأمان، يا معشر الأزد بني قحطان».
وتجدر الإشارة إلى تشابه اسمه مع عمرو بن خالد الصيداوي الذي كان مع مذحج في قتال الحسين، ثم انضم لمعسكر الحسين وترك أصحابه، وقتل هو ومولاه سعد في منطقة عذيب الهجانات.وقد خلط بعض المؤرخين المتأخرين بين عمرو بن خالد الأزدي وابنه خالد بن عمرو بن خالد مع المشار إليه، فهذا من صدا من مذحج، وهؤلاء من الأزد من بارق. وقد تنبه لذلك التشابه الدكتور لبيب بيضون وغيره.

## النسب
- هو: عمرو بن خالد بن أسماء بن خالد بن الحارث بن عوف بن عمرو بن سعد بن ثعلبة بن كنانة بن بارق البارقي بن بارق بن حارثة بن عمرو مزيقياء بن عامر ماء السماء بن حارثة الغطريف بن امريء القيس بن ثعلبة بن مازن بن الأزد بن سبأ بن يشجب بن يعرب بن قحطان.[9]
- جده: أسماء بن خالد بن الحارث بن عوف بن عمرو بن سعد بن كنانة البارقي (نحو 60 ق هـ - 10 هـ): جاهلي، من زعماء بارق، أدرك الإسلام، وكان في وفد قومه على الرسول ﷺ.[10] يحدث عن خبر وفوده على النبي: حفيده سراقة البارقي، وعن سراقة يحدث: حفيده أبو عمرو سراقة بن غياث بن سراقة الذي أدركه ابن الكلبي وحكى عنه.[11][12][13]
- ابن عم جده: سراقة الأكبر بن مرادس بن الحارث بن عوف بن عمرو بن سعد بن ثعلبة بن كنانة البارقي (نحو 60 ق هـ - 3 هـ): شاعر جاهلي، أدرك الإسلام. له ثمانية أبيات يفخر فيها بقبيلته الأزد، ويشيد بانتصارها على قريش، وإقرار قريش بأن تفرض عليهم إتاوة بعد أن وقعت بهم مقتلة عظيمة. ومن عقبه: أم الخير بنت الحريش بن سراقة: اشتهرت في خلافة علي بن أبي طالب، وكانت خطيبة يوم صفين، وتوفيت في خلافة معاوية بن أبي سفيان.
- ابن عمه: سراقة بن مرداس بن أسماء البارقي (نحو 7 ق هـ - 78 هـ): شاعر، له صحبة. نزل الشام في خلافة عمر بن الخطاب، وشهد معركة اليرموك، ثم سكن العراق. وكان مع علي بن أبي طالب يوم الجمل وصفين، من شعراء جيشه، وله شعراً في مدح بلاء عروة البارقي في صفين، ورثاء قيس بن عوف البارقي وجندب الأزدي يوم صفين. سكن الكوفة إلى أن قامت ثورة المختار الثقفي، وله شعر في هجائه، فأسره أصحاب المختار، وحملوه إليه، فأمر بإطلاقه - في خبر طويل - فذهب إلى مصعب بن الزبير، بالبصرة، ومنها إلى دمشق. ثم عاد إلى العراق مع بشر بن مروان والي الكوفة، وكان منقطعا إلى بشر بن مروان، وأخباره معه وغيره كلها طرف. ولما ولي الحجاج بن يوسف العراق هجاه سراقة، فطلبه، ففر إلى الشام سنة 75 هـ، وتوفي بها سنة 78 هـ.
- ابنه: خالد بن عمرو بن خالد (نحو 30 هـ - 61 هـ): شاعر شاب، ومن فرسان الأزد، قتل بعد أبيه في واقعة الطف.[14]

## مقتله
وعن أحمد بن أعثم والموفق المكي وابن شهر آشوب قالوا: بعد مقتل وهب بن عبد الله الكلبي، خرج عمرو بن خالد الأزدي وهو ينشد:
ثمّ قاتل حتّى قتل ، ثمّ برز أبنه خالد بن عمرو بعد مقتل أبيه، وهو يقول:
فلم يزل يقاتل خالد بن عمرو حتّى قتل. وأنشد سراقة البارقي بيتاً يرثي ابن عمه عمرو بن خالد الشهيد في مطلع أحد قصائد قائلاً:

## تشابه الأسماء
تجدر الإشارة إلى أن هناك تشابه أسماء مع عمرو بن صبيح الصيداوي (الصدائي) وهو ممن شارك في قتال الحسين بن علي، وقاتل عبد الله بن مسلم بن عقيل، فقتله بعدها المختار الثقفي سنة 66 هـ، كما كان معه ابن عمه عمرو بن خالد الصيداوي ومولاه سعد، فهجر عمرو بن خالد أصحابه وانضم لمعسكر الحسين، وقتل. فخلط بعض المؤرخين المتأخرين بين عمرو بن خالد الأزدي وابنه خالد بن عمرو بن خالد والمشار إليهم سابقاً، فأولئك من صدا من مذحج، وهؤلاء من الأزد من بارق. وقد تنبه لذلك التشابه الدكتور لبيب بيضون وغيره.